# Sardar Azmoun
Sardar Azmoun (en persan : سردار آزمون), né le 1er janvier 1995 à Gonbad-e Qabous en Iran, est un footballeur international iranien qui évolue au poste d'avant-centre au Shabab Al-Ahli.
Formé en Iran durant sa jeunesse, il quitte le pays à dix-sept ans pour rejoindre la Russie et le Rubin Kazan en fin d'année 2012. Utilisé par la suite de manière irrégulière, il intègre l'équipe du FK Rostov en février 2015 sous la forme d'un prêt. Après des performances satisfaisantes, il est acheté définitivement par le club durant l'été 2016 et prend part à la Ligue des champions 2016-2017 où il dispute la phase de groupes, puis à la Ligue Europa où il atteint les huitièmes de finale. Il retourne ensuite au Rubin Kazan à l'été 2017 et y joue une saison et demie avant de rejoindre le Zénith Saint-Pétersbourg en février 2019 durant la trêve hivernale. Sous ces couleurs, il remporte notamment le championnat russe à deux reprises en 2019 et 2020, terminant même meilleur buteur de la compétition cette dernière année.
Évoluant régulièrement avec les équipes de jeunes de la sélection iranienne dès 2009, Azmoun devient international A à partir de 2014. Il compte actuellement quarante-huit sélections pour trente-deux buts marqués.

## Biographie

### Carrière en club

#### Jeunesse et formation
Natif de Gonbad-e Qabous, Azmoun commence à jouer au football à l'âge de neuf ans au sein du club local de l'Oghab. Il joue également au volley-ball durant sa jeunesse et évolue notamment avec la sélection iranienne des moins de 15 ans. Après quelques années, il part à Gorgan dans le club du Shamoushak en 2008 avant de rejoindre l'Etka dans la même ville dès l'année suivante. Il intègre à l'âge de quinze ans l'équipe des jeunes du Sepahan Ispahan, champion d'Iran en titre. Il n'apparaît cependant jamais avec l'équipe première du club, mais ses performances avec les équipes de jeunes de l'Iran lui permettent d'être repéré par plusieurs équipes étrangères, dont le club russe du Rubin Kazan qu'il rejoint en décembre 2012, à l'âge de 17 ans.

#### Rubin Kazan (2013-2014)
Ne faisant aucune apparition lors de la deuxième moitié de la saison 2012-2013, Azmoun fait ses débuts professionnels le 25 juillet 2013 à l'occasion d'un match de Ligue Europa face au FK Jagodina, où il entre en jeu à un quart d'heure de la fin de la rencontre tandis que son équipe l'emporte 1-0. Il joue son deuxième match un mois plus tard lors du match retour du barrage de qualification face au Malmö FF qui le voit inscrire dans la foulée son premier but lors de la victoire 3-0 des siens.
Au niveau national, il dispute son premier match de championnat le 6 octobre contre l'Anji Makhatchkala, où il entre en jeu à un quart d'heure de la fin de la rencontre, inscrivant un but et délivrant une passe décisive pour une victoire 5-1. Il entre par la suite progressivement au sein de l'équipe première, disputant en tout dix-sept matchs pour cinq buts inscrits toutes compétitions confondues. Ses performances lui valent l'intérêt de plusieurs grands clubs européens, tels qu'Arsenal, l'AC Milan ou la Juventus.
Azmoun fait la saison suivante quinze apparitions en première moitié de saison, mais n'inscrit que deux buts. Il est alors prêté au FK Rostov pour la fin de la saison au mois de février 2015.

#### FK Rostov (2015-2017)

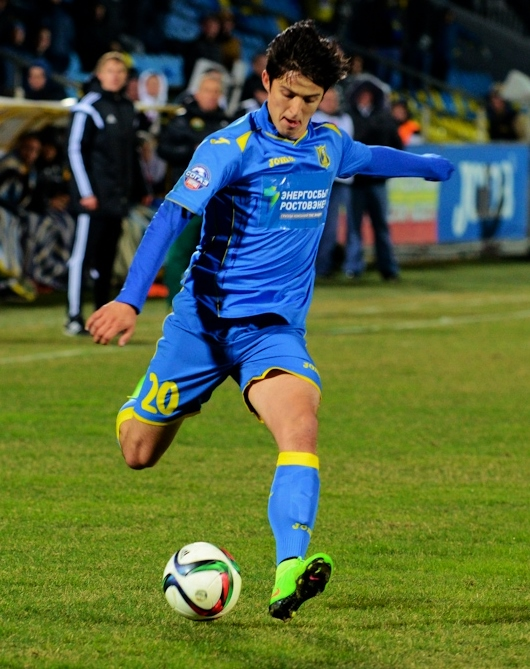
Sardar Azmoun avec le FK Rostov en 2015.

Sous les couleurs rostoviennes, il participe à onze matchs de championnat et inscrit quatre buts, contribuant au maintien du club à l'issue des barrages de relégation, au cours desquels il marque un but face au FK Tosno.
Le contrat de prêt d'Azmoun est renouvelé au mois de juillet 2015, celui-ci durant à présent jusqu'à la fin de la saison 2015-2016 et agrémenté d'une option d'achat. Après n'avoir inscrit que trois buts en dix-huit matchs de championnat, il connaît un pic de forme notable lors des dernières journées, qui le voit inscrire six buts lors des six dernières journées, contribuant à assurer au club la deuxième place et sa qualification à la Ligue des champions lors du sprint final,. Cela lui permet d'être nommé cinquième meilleur joueur du championnat à l'issue de la saison.
Rostov décide dans la foulée d'activer son option d'achat sur le joueur, qui rejoint définitivement le club pour la saison 2016-2017. Cela voit cependant l'opposition du Rubin Kazan qui nie l'existence de la clause et le transfert du joueur. Le tribunal arbitral du sport donne finalement raison à Rostov au mois de juillet 2016.
Azmoun fait ainsi ses débuts en Ligue des champions la saison suivante, où il prend activement par à la campagne qualificative de Rostov, inscrivant un but lors du match retour face à Anderlecht puis face à l'Ajax Amsterdam, assurant à l'équipe une place en phase de groupes. Par la suite, Il prend part à l'intégralité de cette phase, inscrivant des buts face à l'Atlético Madrid puis le Bayern Munich, ce dernier permettant notamment aux siens de l'emporter 3-2 à domicile. Rostov termine ainsi troisième du groupe D et est repêché en Ligue Europa, où Azmoun marque un but face au Sparta Prague en seizièmes de finale avant l'élimination du club face à Manchester United au tour suivant,.
Sur le plan national, il dispute vingt-sept matchs en championnat et inscrit sept buts, incluant deux doublés face à Tom Tomsk et le Rubin Kazan.

#### Retour à Kazan (2017-2018)

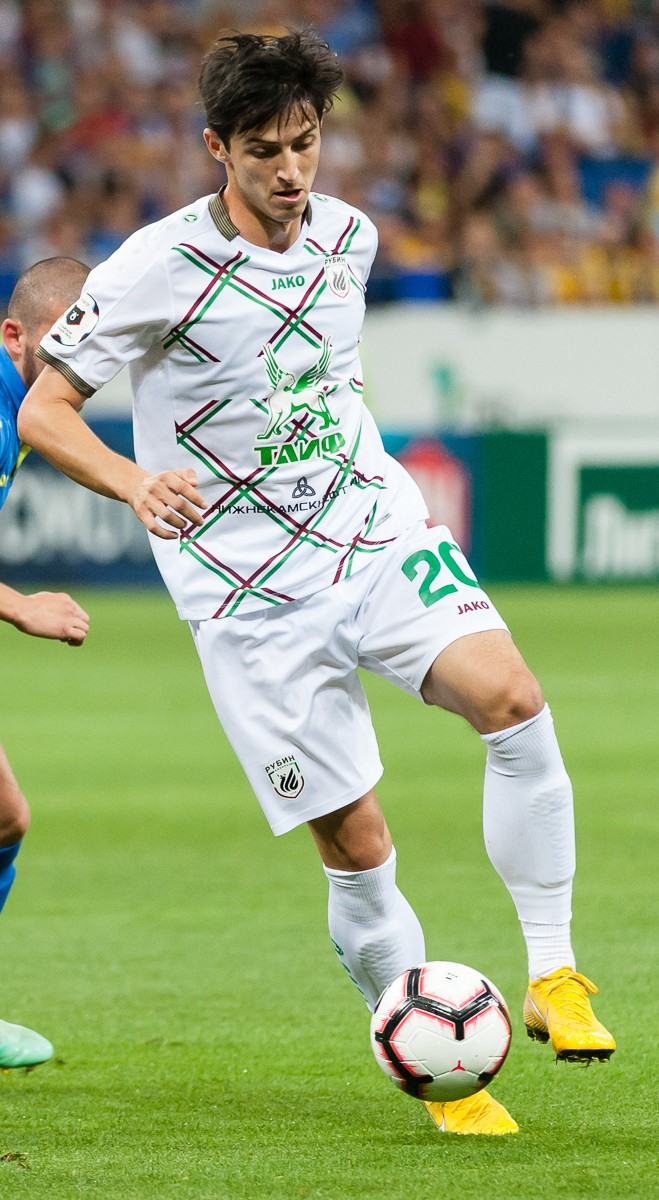
Azmoun avec le Rubin Kazan en 2017.

L'été 2017 voit Azmoun faire son retour au Rubin Kazan à la mi-juillet. Disputant vingt-huit matchs lors de la saison 2017-2018, il n'inscrit son premier but que le 9 décembre lors de la vingtième journée de championnat face au SKA-Khabarovsk. Il marque par la suite quatre autres buts, dont un doublé face à l'Amkar Perm le 14 avril 2018.
La saison suivante le voit débuter sur un doublé d'entrée face au FK Krasnodar lors de la première journée du championnat. Il inscrit par la suite trois autres buts lors de la première moitié de saison.

#### Zénith Saint-Pétersbourg (2019-2022)
Il rejoint le Zénith Saint-Pétersbourg le 1er février 2019 contre une indemnité d'environ douze millions d'euros. Il y fait ses débuts onze jours plus tard lors du match aller des seizièmes de finale de la Ligue Europa face au Fenerbahçe, et se distingue lors du match retour en inscrivant un doublé permettant à son équipe de se qualifier. Il inscrit un troisième but en trois matchs pour ses débuts en championnat face à l'Oural Iekaterinbourg le 2 mars suivant. Il poursuit ensuite sur sa lancée en marquant à nouveau contre Villarreal en coupe d'Europe, mais ne parvient cette fois pas à éviter l'élimination des siens au terme de la confrontation. Par la suite, il est encore buteur à sept reprises en championnat, marquant des doublés face au FK Orenbourg et le Krylia Sovetov Samara qui aident ainsi le Zénith à remporter le championnat russe à l'issue de la saison.
Lors de l'édition 2019-2020 de la Ligue des champions, il inscrit le but de l'ouverture du score en faveur du Zénith lors de la première journée des phases de poules face à l'Olympique lyonnais à l'extérieur (1-1). Il est à nouveau buteur lors de la journée suivante face au Benfica Lisbonne lors de la victoire 3-1 des siens à domicile. Il reste cependant muet lors des matchs suivants tandis que les siens sont finalement éliminés à l'issue de la phase de groupes. En championnat, il contribue une fois de plus à la victoire du club, qui remporte son deuxième titre consécutif, en inscrivant cette saison-là dix-sept buts, ce qui lui permet de terminer meilleur buteur de la compétition devant son coéquipier Artyom Dziouba à la faveur du nombre de penalties marqués.

#### Signature au Bayer Leverkusen et premier challenge en Allemagne (depuis 2022-)
Le 22 janvier 2022, le club de Bundesliga Bayer Leverkusen a annonce la signature d'Azmoun d'un pré-contrat pour rejoindre le club sur un transfert gratuit le 1er juillet 2022. Il a signé un contrat de cinq ans avec les Die Werkself. Le 30 janvier 2022, le Zenit a annoncé que Sardar Azmoun sera transféré définitivement au Bayer Leverkusen après les accords des deux clubs.
Le 5 mars 2022, il fait ses débuts avec le Bayer Leverkusen face au Bayern Munich en entrant que à la 88e minute a la place de Moussa Diaby.

### Carrière en sélection

#### Sélections de jeunes (2009-2015)
Azmoun intègre les sélections de jeunes de l'Iran à partir de 2009, qui le voit évoluer avec l'équipe des moins de 17 ans avec qui il inscrit sept buts en six matchs. C'est avec la sélection des moins de 20 ans qu'il se démarque réellement, notamment lors de la Coupe de la CEI de 2012, qui le voit inscrire sept buts en six matchs. Il réalise par la suite des performances notables lors des éliminatoires du Championnat d'Asie des moins de 19 ans en 2014, notamment face au Liban (en) face à qui il inscrit un doublé et délivre une passe décisive en tant que capitaine. Il inscrit finalement dix-neuf buts en autant de matchs avec cette catégorie entre 2011 et 2014.
Son dernier passage en jeunes s'effectue en 2015, lors des éliminatoires du Championnat d'Asie des moins de 23 ans avec la sélection éponyme. Il inscrit quatre buts en quatre matchs durant les qualifications, mais ne peut prendre part à la phase finale l'année suivante du fait du refus de son club de Rostov de le libérer pour l'occasion.

#### Sélection A (depuis 2014)
Azmoun est appelé pour la première fois avec la sélection A par le sélectionneur Carlos Queiroz au mois d'octobre 2013 à l'occasion d'un match de qualification pour la Coupe d'Asie 2015 face à la Thaïlande. Match qu'il ne dispute finalement pas. Il est par la suite inclus dans la liste préliminaire des joueurs sélectionnés pour la Coupe du monde 2014 avant d'être laissé de côté pour la phase finale. Cette période le voit cependant effectuer sa première sélection, disputant deux matchs amicaux à la fin du mois de mai 2014 face au Monténégro puis l'Angola où il entre à chaque fois en jeu tandis que les deux rencontres s'achèvent sur un match nul.
Rappelé à nouveau à partir du mois de novembre 2014, Azmoun inscrit son premier but en sélection ce même mois face à la Corée du Sud. Il est par la suite intégré au sein de la liste finale pour la Coupe d'Asie 2015 et dispute un match amical face à l'Irak au début du mois de janvier 2015 contre qui il inscrit le but de la victoire. Ne disputant que le dernier quart d'heure du premier match de la phase de groupes face au Bahreïn, il est par la suite titularisé face au Qatar contre qui il inscrit le seul but du match puis contre les Émirats arabes unis, tandis que les siens se qualifient pour les quarts de finale. Opposé à l'Irak, cette fois sur le plan compétitif, Azmoun inscrit le premier but de la rencontre avant de sortir à l'heure de jeu, tandis que le match se finit sur le score de 3-3 à l'issue de la prolongation avant que l'Iran ne soit éliminée aux tirs au but,.
Il prend par la suite part aux éliminatoires de la Coupe du monde 2018 en tant que titulaire régulier tout au long de la compétition, avec onze buts inscrits en quatorze rencontres. Il inscrit par ailleurs un triplé en match amical face à la Macédoine le 2 juin 2016. Intégré au sein de la liste finale pour la compétition, il dispute l'intégralité des rencontres de la phase de groupes en tant que titulaire, mais ne parvient pas à trouver le chemin des filets tandis que l'Iran est éliminée à l'issue de celle-ci. Les performances d'Azmoun dans la compétition sont ainsi fortement critiquées dans son pays natal et il décide d'annoncer la fin de sa carrière internationale en juin 2018, à l'âge de 23 ans, du fait des effets de ces critiques sur l'état de santé de sa mère.
Cette retraite se révèle cependant très temporaire, et Azmoun réintègre la sélection dès le mois d'octobre suivant. Appelé pour la Coupe d'Asie 2019, il inscrit trois buts lors de la phase de groupes, marquant une fois contre le Yémen puis deux fois contre le Viêt Nam. Muet lors du huitième de finale contre Oman, il inscrit en quarts de finale le deuxième but de son équipe face à la Chine pour une victoire 3-0. Lui et la sélection sont cependant éliminés au stade des demi-finales par le Japon sur le même score. Au cours de cette demi-finale perdue, son implication dans une altercation ayant éclaté en fin de match entre certains joueurs iraniens et japonais suscite une polémique au sein de la classe politique iranienne.
Rappelé pour les éliminatoires du Mondial 2022, il est notamment auteur d'un triplé lors de la victoire des siens contre le Cambodge sur le score de 14-0 le 10 octobre 2019 lors du deuxième tour de qualification.
Le 13 novembre 2022, il est sélectionné par Carlos Queiroz pour participer à la Coupe du monde 2022.

## Vie personnelle
Azmoun est né dans une famille sunnite d'ethnie turkmène,. Il parle couramment le persan, le turkmène, le turc, l'anglais et le russe, et aime monter à cheval. Il a choisi de porter le numéro 69 à Kazan en hommage à la plaque d'immatriculation de sa ville natale. Azmoun a déclaré qu'il est un supporter du club espagnol Real Madrid. Azmoun a également déclaré que jouer pour Fenerbahçe est le rêve de son enfance.
Il est le fils de Khalil Azmoun, ancien joueur de l'équipe nationale de volley-ball iranienne, qui a entraîné plusieurs équipes de volley-ball.
Azmoun a décidé de prendre sa retraite du football international à l'âge de 23 ans, juste après la sortie de l'Iran de la Coupe du monde 2018, en raison des fortes critiques qu'il a reçues de la part des fans. Ces critiques ont aggravé la maladie de sa mère. En conséquence, Azmoun a choisi de prendre sa retraite pour être aux côtés de sa mère. Il est revenu dans l'équipe après cette pause.
Azmoun est membre de l'Association humanitaire des Turkmènes du Monde,.

### Centres d'intérêt sportifs
En dehors de sa carrière de footballeur, Azmoun est un fervent cavalier et s'intéresse activement aux courses de chevaux pur-sang et à l'élevage de chevaux. Il est propriétaire du Complexe Équestre Serik, un important centre de courses et d'élevage de chevaux situé dans sa ville natale de Gonbad-e Qabous. Dans une interview de février 2022, Azmoun a déclaré posséder 52 chevaux.
Azmoun est également le propriétaire du club de volleyball féminin Serik Gonbad Kavous en Iran. À partir de la saison 2022-23, l'équipe participera à la Premier League de Volleyball Féminin d'Iran.

## Style de jeu
Azmoun est reconnu pour sa capacité aérienne, sa créativité et ses accélérations. Il a été comparé à un jeune Zlatan Ibrahimović et a également été surnommé le Messi iranien principalement par les médias britanniques.
Azmoun est également considéré comme le successeur du légendaire attaquant iranien Ali Daei.

## Engagement politique
Le 27 septembre 2022, il affirme publiquement, au même titre que de nombreux joueurs de la sélection iranienne, son désaccord avec la répression exercée par le gouvernement islamique iranien contre les femmes en Iran. Lors du match amical contre le Sénégal (1-1), les joueurs de la sélection iranienne, dont Sardar Azmoun, arborent une parka noire au moment des hymnes pour camoufler le maillot de la sélection en symbole de soutien. Il déclare à ce sujet : « Je n'ai pas peur d'être évincé. Honte à vous d'avoir si facilement tué le peuple et vive les femmes d'Iran. Si ce sont des musulmans, que Dieu fasse de moi un infidèle ». Ce geste est publiquement salué.

## Palmarès
FK Rostov
- Vice-champion de Russie en 2016.

 Zénith Saint-Pétersbourg
- Champion de Russie en 2019, 2020 et 2021.
- Vainqueur de la Coupe de Russie en 2020.
- Vainqueur de la Supercoupe de Russie en 2020 et 2021.

 Iran
- Champion d'Asie des moins de 19 ans (en) en 2012 (en).
- Coupe d'Asie centrale des nations en 2023.
- Tournoi international de Jordanie en 2023 (en).

Distinctions personnelles
- Meilleur buteur de la Coupe de la CEI en 2012 avec sept buts.
- Meilleur buteur du championnat russe en 2020 avec dix-sept buts.
- Meilleur joueur du championnat russe de la saison 2020-2021.

## Statistiques

### Générales
Le tableau ci-dessous résume les statistiques en match officiel de Sardar Azmoun durant sa carrière de joueur professionnel.
| Saison                | Club                     | Championnat           | Championnat | Championnat | Coupe(s) nationale(s) | Coupe(s) nationale(s) | Supercoupe | Supercoupe | Compétition(s) continentale(s) | Compétition(s) continentale(s) | Compétition(s) continentale(s) | Iran | Iran | Total | Total |
| Saison                | Club                     | Division              | M.          | B.          | M.                    | B.                    | M.         | B.         | Comp.                          | M.                             | B.                             | M.   | B.   | M.    | B.    |
| 2013-2014             | Rubin Kazan              | D1                    | 14          | 4           | 1                     | 0                     | -          | -          | C3                             | 2                              | 1                              | 2    | 0    | 19    | 5     |
| 2014-2015             | Rubin Kazan              | D1                    | 13          | 1           | 2                     | 1                     | -          | -          | -                              | -                              | -                              | 6    | 4    | 21    | 6     |
| Sous-total            | Sous-total               | Sous-total            | 27          | 5           | 3                     | 1                     | -          | -          | -                              | 2                              | 1                              | 8    | 4    | 40    | 11    |
| 2014-2015             | FK Rostov (prêt)         | D1                    | 12          | 4           | -                     | -                     | -          | -          | -                              | -                              | -                              | 2    | 1    | 14    | 5     |
| 2015-2016             | FK Rostov (prêt)         | D1                    | 24          | 9           | -                     | -                     | -          | -          | -                              | -                              | -                              | 8    | 10   | 32    | 19    |
| 2016-2017             | FK Rostov                | D1                    | 27          | 7           | -                     | -                     | -          | -          | C1+C3                          | 10+4                           | 4+1                            | 8    | 4    | 49    | 16    |
| Sous-total            | Sous-total               | Sous-total            | 63          | 20          | -                     | -                     | -          | -          | -                              | 14                             | 5                              | 18   | 15   | 95    | 40    |
| 2017-2018             | Rubin Kazan              | D1                    | 26          | 5           | 2                     | 0                     | -          | -          | -                              | -                              | -                              | 10   | 4    | 38    | 9     |
| 2018-2019             | Rubin Kazan              | D1                    | 14          | 4           | 3                     | 1                     | -          | -          | -                              | -                              | -                              | 10   | 5    | 27    | 10    |
| Sous-total            | Sous-total               | Sous-total            | 40          | 9           | 5                     | 1                     | -          | -          | -                              | -                              | -                              | 20   | 9    | 65    | 19    |
| 2018-2019             | Zénith Saint-Pétersbourg | D1                    | 12          | 9           | -                     | -                     | -          | -          | C3                             | 4                              | 3                              | -    | -    | 16    | 12    |
| 2019-2020             | Zénith Saint-Pétersbourg | D1                    | 28          | 17          | 3                     | 0                     | 1          | 2          | C1                             | 6                              | 2                              | 4    | 4    | 42    | 25    |
| 2020-2021             | Zénith Saint-Pétersbourg | D1                    | 24          | 19          | -                     | -                     | 1          | 0          | C1                             | 4                              | 0                              | 5    | 5    | 34    | 24    |
| 2021-2022             | Zénith Saint-Pétersbourg | D1                    | 15          | 7           | -                     | -                     | 1          | 1          | C1                             | 5                              | 2                              | 5    | 2    | 26    | 12    |
| Sous-total            | Sous-total               | Sous-total            | 79          | 52          | 3                     | 0                     | 3          | 3          | -                              | 19                             | 7                              | 14   | 11   | 118   | 73    |
| 2021-2022             | Bayer Leverkusen         | Bundesliga            | 9           | 1           | -                     | -                     | -          | -          | C3                             | 2                              | 0                              | 3    | 1    | 14    | 2     |
| 2022-2023             | Bayer Leverkusen         | Bundesliga            | 23          | 4           | 1                     | 0                     | -          | -          | C1+C3                          | 2+7                            | 0+0                            | 8    | 5    | 41    | 9     |
| Sous-total            | Sous-total               | Sous-total            | 32          | 5           | 1                     | 0                     | -          | -          | -                              | 11                             | 0                              | 11   | 6    | 55    | 11    |
| 2023-2024             | AS Rome (prêt)           | Serie A               | 23          | 3           | 2                     | 0                     | -          | -          | C3                             | 4                              | 0                              | 6    | 6    | 35    | 9     |
| Sous-total            | Sous-total               | Sous-total            | 23          | 3           | 2                     | 0                     | -          | -          | -                              | 4                              | 0                              | 6    | 6    | 35    | 9     |
| Total sur la carrière | Total sur la carrière    | Total sur la carrière | 264         | 94          | 14                    | 2                     | 3          | 3          | -                              | 50                             | 13                             | 77   | 51   | 408   | 163   |

### Buts internationaux
| 0   | Date              | Lieu                                                      | Compétition                                       | Résultat        | Adversaire        | Détail | Détail         | Détail | Sél. |
| --- | ----------------- | --------------------------------------------------------- | ------------------------------------------------- | --------------- | ----------------- | ------ | -------------- | ------ | ---- |
| 1er | 18 novembre 2014  | Stade Azadi, Téhéran, Iran                                | Match amical                                      | V 1-0           | Corée du Sud      | 82e    | de la tête     | 1-0    | 3e   |
| 2e  | 4 janvier 2015    | WIN Stadium, Wollongong, Australie                        | Match amical                                      | V 0-1           | Irak              | 57e    | du pied droit  | 0-1    | 4e   |
| 3e  | 15 janvier 2015   | ANZ Stadium, Sydney, Australie                            | Premier tour de la Coupe d'Asie 2015              | V 0-1           | Qatar             | 52e    | du pied droit  | 0-1    | 6e   |
| 4e  | 23 janvier 2015   | Canberra Stadium, Canberra, Australie                     | Quart de finale de la Coupe d’Asie 2015           | N 3-3 6-7 t.a.b | Irak              | 24e    | de la tête     | 1-0    | 8e   |
| 5e  | 16 juin 2015      | Sport Toplumy Stadium (en), Daşoguz, Turkménistan         | Éliminatoires Coupe du monde 2018                 | N 1-1           | Turkménistan      | 4e     | du pied droit  | 0-1    | 10e  |
| 6e  | 3 septembre 2015  | Stade Azadi, Téhéran, Iran                                | Éliminatoires Coupe du monde 2018                 | V 6-0           | Guam              | 34e    | de la tête     | 3-0    | 11e  |
| 7e  | 3 septembre 2015  | Stade Azadi, Téhéran, Iran                                | Éliminatoires Coupe du monde 2018                 | V 6-0           | Guam              | 41e    | de la tête     | 4-0    | 11e  |
| 8e  | 8 septembre 2015  | Stade Sri Kanteereva (en), Bangalore, Inde                | Éliminatoires Coupe du monde 2018                 | V 0-3           | Inde              | 29e    | de la tête     | 0-1    | 12e  |
| 9e  | 24 mars 2016      | Stade Azadi, Téhéran, Iran                                | Éliminatoires Coupe du monde 2018                 | V 4-0           | Inde              | 61e    | du pied droit  | 2-0    | 15e  |
| 10e | 29 mars 2016      | Stade Azadi, Téhéran, Iran                                | Éliminatoires Coupe du monde 2018                 | V 2-0           | Oman              | 16e    | de la tête     | 1-0    | 16e  |
| 11e | 29 mars 2016      | Stade Azadi, Téhéran, Iran                                | Éliminatoires Coupe du monde 2018                 | V 2-0           | Oman              | 23e    | de la tête     | 2-0    | 16e  |
| 12e | 2 juin 2016       | Philip II Arena, Skopje, Macédoine                        | Match amical                                      | V 1-3           | Macédoine du Nord | 8e     | du pied droit  | 0-1    | 17e  |
| 13e | 2 juin 2016       | Philip II Arena, Skopje, Macédoine                        | Match amical                                      | V 1-3           | Macédoine du Nord | 20e    | du pied droit  | 1-2    | 17e  |
| 14e | 2 juin 2016       | Philip II Arena, Skopje, Macédoine                        | Match amical                                      | V 1-3           | Macédoine du Nord | 60e    | du pied droit  | 1-3    | 17e  |
| 15e | 7 juin 2016       | Stade Azadi, Téhéran, Iran                                | Match amical                                      | V 6-0           | Kirghizistan      | 87e    | du pied droit  | 5-0    | 18e  |
| 16e | 11 octobre 2016   | Stade Azadi, Téhéran, Iran                                | Éliminatoires Coupe du monde 2018                 | V 1-0           | Corée du Sud      | 25e    | du pied droit  | 1-0    | 22e  |
| 17e | 4 juin 2017       | Podgorica City Stadium, Podgorica, Monténégro             | Match amical                                      | V 1-2           | Monténégro        | 11e    | du pied droit  | 0-1    | 25e  |
| 18e | 4 juin 2017       | Podgorica City Stadium, Podgorica, Monténégro             | Match amical                                      | V 1-2           | Monténégro        | 60e    | du pied droit  | 1-2    | 25e  |
| 19e | 12 juin 2017      | Stade Azadi, Téhéran, Iran                                | Éliminatoires Coupe du monde 2018                 | V 2-0           | Ouzbékistan       | 23e    | du pied droit  | 1-0    | 26e  |
| 20e | 5 septembre 2017  | Stade Azadi, Téhéran, Iran                                | Éliminatoires Coupe du monde 2018                 | N 2-2           | Syrie             | 45e    | du torse       | 1-1    | 27e  |
| 21e | 5 septembre 2017  | Stade Azadi, Téhéran, Iran                                | Éliminatoires Coupe du monde 2018                 | N 2-2           | Syrie             | 64e    | du pied droit  | 2-1    | 27e  |
| 22e | 10 octobre 2017   | Kazan Arena, Kazan, Russie                                | Match amical                                      | N 1-1           | Russie            | 57e    | du pied droit  | 0-1    | 28e  |
| 23e | 27 mars 2018      | UCP Arena, Graz, Autriche                                 | Match amical                                      | V 1-2           | Algérie           | 19e    | du pied droit  | 0-2    | 31e  |
| 24e | 31 décembre 2018  | Khalifa International Stadium, Doha, Qatar                | Match amical                                      | V 1-2           | Qatar             | 46e    | huis clos      | 1-2    | 40e  |
| 25e | 7 janvier 2019    | Stade Mohammed-Bin-Zayed, Abou Dhabi, Émirats arabes unis | Premier tour de la Coupe d'Asie 2019              | V 5-0           | Yémen             | 53e    | du pied droit  | 4-0    | 41e  |
| 26e | 12 janvier 2019   | Stade Al-Nahyan, Abou Dhabi, Émirats arabes unis          | Premier tour de la Coupe d'Asie 2019              | V 0-2           | Viêt Nam          | 38e    | de la tête     | 0-1    | 42e  |
| 27e | 12 janvier 2019   | Stade Al-Nahyan, Abou Dhabi, Émirats arabes unis          | Premier tour de la Coupe d'Asie 2019              | V 0-2           | Viêt Nam          | 69e    | du pied gauche | 0-2    | 42e  |
| 28e | 24 janvier 2019   | Stade Mohammed-Bin-Zayed, Abou Dhabi, Émirats arabes unis | Quart de finale de la Coupe d’Asie 2019           | V 0-3           | Chine             | 31e    | du pied gauche | 0-2    | 45e  |
| 29e | 10 septembre 2019 | Hong Kong Stadium, Hong Kong, Chine                       | Éliminatoires Coupe du monde 2022                 | V 0-2           | Hong Kong         | 23e    | du pied droit  | 0-1    | 47e  |
| 30e | 10 octobre 2019   | Stade Azadi, Téhéran, Iran                                | Éliminatoires Coupe du monde 2022                 | V 14-0          | Cambodge          | 11e    | du pied droit  | 2-0    | 48e  |
| 31e | 10 octobre 2019   | Stade Azadi, Téhéran, Iran                                | Éliminatoires Coupe du monde 2022                 | V 14-0          | Cambodge          | 35e    | du pied droit  | 5-0    | 48e  |
| 32e | 10 octobre 2019   | Stade Azadi, Téhéran, Iran                                | Éliminatoires Coupe du monde 2022                 | V 14-0          | Cambodge          | 44e    | du pied droit  | 7-0    | 48e  |
| 33e | 8 octobre 2020    | Stade Pakhtakor Markaziy, Tachkent, Ouzbékistan           | Match amical                                      | V 1-2           | Ouzbékistan       | 43e    | du pied droit  | 1-0    | 51e  |
| 34e | 30 mars 2021      | Stade Azadi, Téhéran, Iran                                | Match amical                                      | V 2-0           | Syrie             | 38e    | du pied droit  | 2-0    | 52e  |
| 35e | 7 juin 2021       | Stade national de Bahreïn, Riffa, Bahreïn                 | Éliminatoires Coupe du monde 2022                 | V 3-0           | Bahreïn           | 54e    | du pied gauche | 1-0    | 54e  |
| 36e | 7 juin 2021       | Stade national de Bahreïn, Riffa, Bahreïn                 | Éliminatoires Coupe du monde 2022                 | V 3-0           | Bahreïn           | 61e    | du pied droit  | 2-0    | 54e  |
| 37e | 15 juin 2021      | Stade Al Muharraq (en), Arad (en), Bahreïn                | Éliminatoires Coupe du monde 2022                 | V 1-0           | Irak              | 35e    | du pied droit  | 1-0    | 55e  |
| 38e | 11 novembre 2021  | Stade municipal de Saïda (en), Sidon, Liban               | Éliminatoires Coupe du monde 2022                 | V 1-2           | Liban             | 90+1e  | du pied droit  | 1-1    | 59e  |
| 39e | 16 novembre 2021  | Stade Roi Abdallah II (en), Amman, Jordanie               | Éliminatoires Coupe du monde 2022                 | V 0-3           | Syrie             | 33e    | du pied droit  | 0-1    | 60e  |
| 40e | 29 mars 2022      | Stade Imam-Reza (en), Machhad, Iran                       | Éliminatoires Coupe du monde 2022                 | V 2-0           | Liban             | 35e    | du pied droit  | 1-0    | 62e  |
| 41e | 27 septembre 2022 | motion_invest Arena, Maria Enzersdorf, Autriche           | Match amical                                      | N 1-1           | Sénégal           | 64e    | de la tête     | 1-1    | 65e  |
| 42e | 13 juin 2023      | Dolen Omurzakov Stadium, Bichkek, Kirghizistan            | Premier tour de la Coupe d'Asie centrale 2023     | V 6-1           | Afghanistan       | 20e    | de la tête     | 1-0    | 69e  |
| 43e | 16 juin 2023      | Dolen Omurzakov Stadium, Bichkek, Kirghizistan            | Premier tour de la Coupe d'Asie centrale 2023     | V 1-5           | Kirghizistan      | 66e    | du pied droit  | 1-4    | 70e  |
| 44e | 16 juin 2023      | Dolen Omurzakov Stadium, Bichkek, Kirghizistan            | Premier tour de la Coupe d'Asie centrale 2023     | V 1-5           | Kirghizistan      | 79e    | du pied droit  | 1-5    | 70e  |
| 45e | 20 juin 2023      | Milliy Stadium, Tachkent, Ouzbékistan                     | Finale de la Coupe d'Asie centrale 2023           | V 0-1           | Ouzbékistan       | 48e    | du pied droit  | 0-1    | 71e  |
| 46e | 13 octobre 2023   | Stade international, Amman, Jordanie                      | Demi-finale (en) du Tournoi de Jordanie 2023 (en) | V 1-3           | Jordanie          | 6e     | du pied droit  | 0-1    | 72e  |
| 47e | 17 octobre 2023   | Stade international, Amman, Jordanie                      | Finale (en) du Tournoi de Jordanie 2023 (en)      | V 0-4           | Qatar             | 75e    | du pied gauche | 0-3    | 73e  |
| 48e | 16 novembre 2023  | Complexe sportif Azadi, Téhéran, Iran                     | Éliminatoires Coupe du monde 2026                 | V 4-0           | Hong Kong         | 12e    | du pied gauche | 1-0    | 74e  |
| 49e | 16 novembre 2023  | Complexe sportif Azadi, Téhéran, Iran                     | Éliminatoires Coupe du monde 2026                 | V 4-0           | Hong Kong         | 15e    | du pied gauche | 2-0    | 74e  |
| 50e | 14 janvier 2024   | Stade Education City, Al Rayyan, Qatar                    | Premier tour de la Coupe d'Asie 2023              | V 4-1           | Palestine         | 55e    | du pied gauche | 4-1    | 76e  |